# Wasserturm Hohenkirchen

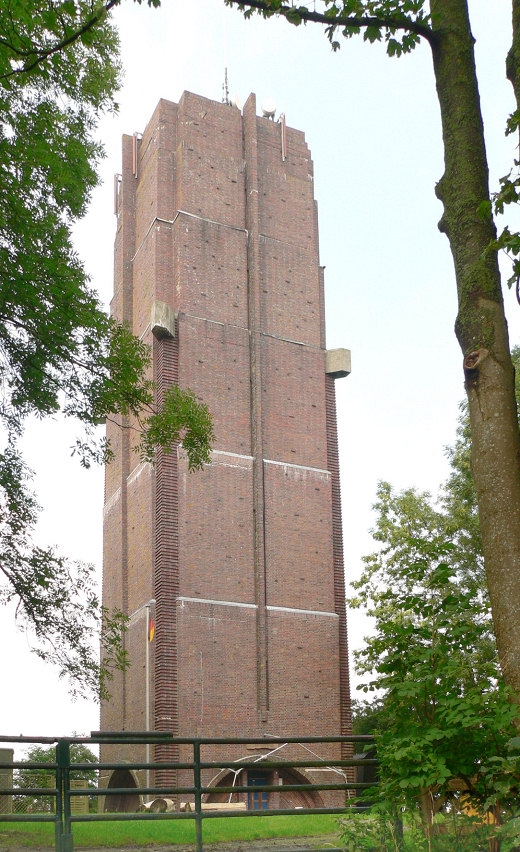
Wasserturm von Hohenkirchen

Der Wasserturm Hohenkirchen ist ein 1934 gebauter Wasserturm am südwestlichen Rand von Hohenkirchen in der Gemeinde Wangerland. Der von Fritz Höger entworfene Klinkerbau aus Bockhorner Klinkern ist das Wahrzeichen von Hohenkirchen.
Der rund 30 Meter hohe Wasserturm hat eine Grundfläche von neun mal neun Meter und ist äußerlich in sieben Abschnitte gegliedert, die sich nach oben jeweils verjüngen. Die Tiefgründung erfolgte durch 28 Eisenbetonpfähle mit einer Länge von zehn Metern und einem Durchmesser von 35,5 Zentimetern. Im Inneren besitzt der Wasserturm vier Etagen. In der vierten Etage wurde der innen liegende Wassertank mit einem Fassungsvermögen von rund 180 m³ Wasser untergebracht. Zur oberen Aussichtsplattform führen 146 Stufen.

## Geschichte
Bereits 1932 begannen im für die Angelegenheiten der Reichsmarine zuständigen Reichsbauamt Wilhelmshaven die Planungen zum Bau eines Wasserturms, mit dem die Trinkwasserversorgung der Marineanlagen in Schillig und zugleich im ganzen nördlichen Jeverland sichergestellt werden sollte. Zu diesem Zweck suchte man nach einem zentralen Standort für einen Wasserturm, der über eine Wasserleitung an das Wasserwerk Feldhausen in Schortens angebunden werden sollte. Als Standort wurde schließlich eine sechs Meter hohe Warft in Landeswarfen bei Hohenkirchen ausgewählt. 1933 erfolgte die Auslobung eines Architekturwettbewerbs. Am 31. Januar 1934 wählte eine Jury unter den elf eingereichten Entwürfen den von Fritz Höger aus, der in Wilhelmshaven kein Unbekannter war und 1928 bereits das Rüstringer Rathaus entworfen hatte. Höger erhielt für seinen Entwurf eine Siegprämie von 300 Reichsmark.
Der Bau wurde durch die Wilhelmshavener Bauunternehmung Hermann Möller ausgeführt, die auf die Ausschreibung der Bauarbeiten hin das mit 35.600 Reichsmark günstigste Angebot abgegeben hatte. Propagandawirksam wurde das Projekt im Kampf gegen die hohe Arbeitslosigkeit von der nationalsozialistischen NSDAP-Kreisleitung Friesland vereinnahmt. Mit einer großen Kundgebung am 21. März 1934 wurde der erste Spatenstich im Beisein des oldenburgischen Staatsministers Julius Pauly vollzogen. In der Rekordzeit von weniger als einem halben Jahr wurde der Bau von hunderten von Arbeitern hochgezogen. Die Inbetriebnahme erfolgte bereits am 6. August 1934.
Am 2. März 1960 übernahm der Oldenburgisch-Ostfriesische Wasserverband (OOWV) den Wasserturm. Rund 20 Jahre später wurde der Turm durch technische Neuerungen überflüssig und der Wasserverband verkaufte den Turm an den Hohenkirchener Fotografen und Bildjournalisten Fritz Tuhy. Tuhy nutzte das Gebäude bis zu seinem Tod 1992 als Ausstellungsort und zur Präsentation seines Fotoarchivs. Anschließend wurde der Turm als Clubhaus an einen Motorradclub verpachtet und außerdem als Funkmaststandort für den Mobilfunk genutzt. Eine Begehung und Besichtigung war deshalb nicht mehr möglich. Im Jahr 2010 stand der Turm zum Verkauf.